# Mataró
Mataró (mətəˈɾo) je hlavní a největší město comarky Maresme v provincii Barcelona v autonomním společenství Katalánsko. Nachází se na pobřeží Costa del Maresme, na jih od Costa Brava, mezi obcemi Cabrera de Mar a Sant Andreu de Llavaneres, 30 km severovýchodně od Barcelony. Žije zde přibližně 132 tisíc obyvatel.
Mataró pochází z římské doby, kdy to byla vesnice známá jako Iluro nebo Illuro. Byly zde objeveny ruiny římské lázně z prvního století před naším letopočtem (dnes zvané Torre Llauder).
Během letních olympijských her v Barceloně roku 1992 z Mataró startoval olympijský maratonský běh.

## Hlavní památky
Mataró je rodištěm novecentistického architekta Josepa Puiga i Cadafalcha, který navrhl ajuntament (radnici) a několik dalších významných budov ve městě:
- Casa Coll i Regàs
- Casa Parera
- Casa Sisternes
- El Rengle
- La Beneficiència

V blízkosti města jsou archeologické vykopávky římské vily Can Llauder.